# 1999年全仏オープン
1999年 全仏オープン（1999ねんぜんふつオープン、Internationaux de France de Roland-Garros 1999）は、フランス・パリにある「ローランギャロス・スタジアム」にて、1999年5月24日から6月6日にかけて開催された。

## シニア

### 男子シングルス
アンドレ・アガシ def.  アンドレイ・メドベデフ, 1-6, 2-6, 6-4, 6-3, 6-4
- ・アガシが、男子テニス史上5人目となる「キャリア・グランドスラム」を達成した。1992年ウィンブルドン → 1994年全米オープン → 1995年全豪オープン → 1999年全仏オープン の順に優勝。男子テニス界でのキャリア4冠達成は、1969年のロッド・レーバー（オーストラリア）以来30年ぶりの偉業となった。

### 女子シングルス
シュテフィ・グラフ def.  マルチナ・ヒンギス, 4-6, 7-5, 6-2
- グラフが3年ぶり6度目の優勝。全仏オープン6勝は、クリス・エバートの「7勝」に次ぐ女子単独2位記録。グラフの4大大会優勝は通算「22勝」となり（全豪オープン4勝+全仏オープン6勝+ウィンブルドン7勝+全米オープン5勝＝総計22勝）、マーガレット・コート夫人の女子歴代1位「24勝」に続く歴代2位記録。

### 男子ダブルス
マヘシュ・ブパシ /  リーンダー・パエス def.  ゴラン・イワニセビッチ /  ジェフ・タランゴ, 6-2, 7-5

### 女子ダブルス
ビーナス・ウィリアムズ /  セリーナ・ウィリアムズ def.  マルチナ・ヒンギス /  アンナ・クルニコワ, 6-3, 6-7, 8-6

### 混合ダブルス
ピート・ノーバル /  カタリナ・スレボトニク def.  リック・リーチ /  ラリサ・ネーランド, 6–3, 3–6, 6–3

## ジュニア

### 男子シングルス
ギリェルモ・コリア def.  ダビド・ナルバンディアン, 6–4, 6–3

### 女子シングルス
ルルド・ドミンゲス・リノ def.  ステファニー・フォレッツ, 6–4, 6–4

### 男子ダブルス
イラクリ・ラバーゼ /  ロブロ・ゾブコ def.  クリスチャン・プレス /  オリビエ・ロクス, 6–1, 7–6

### 女子ダブルス
フラビア・ペンネッタ /  ロベルタ・ビンチ def.  Mia Buric /  キム・クライシュテルス, 7–5, 5–7, 6–4